# Supercúmul del Microscopi
El Supercúmul del Microscopi és un supercúmul situat a la constel·lació del Microscopi. Detectat per primera vegada a principis dels anys noranta, ha rebut poc estudi. Està compost pels cúmuls Abell 3695 i 3696, mentre que les relacions dels clústers Abell 3693 i Abell 3705 al mateix camp no són clares.